# Heriaeus fimbriatus
Heriaeus fimbriatus là một loài nhện trong họ Thomisidae.
Loài này thuộc chi Heriaeus. Heriaeus fimbriatus được George Newbold Lawrence miêu tả năm 1942.